# Llista d'aeroports de Cap Verd
Aquesta és la llista d'aeroports de Cap Verd, que històricament han estat una infraestructura important i necessària històricament per a l'economia i desenvolupament del país, ja que es troba en un arxipèlag i és impossible tenir enllaços terrestres entre ciutats mà i pobles. Com a tal, a més de les connexions marítimes freqüents, totes les illes excepte Brava tenen un aeroport nacional, i el nombre d'aeroports internacionals ha anat augmentant considerablement en els últims anys.
L'Aeroport de Praia, qui es va obrir als vols internacionals en setembre de 2005, està orientat principalment a la diàspora de Cap Verd; l'aeroport de Sal, que antigament controlava tots els vols internacionals, actualment serveix a la indústria turística de l'illa de Sal. Al final de 2009 l'aeroport de São Pedro (VXE) a l'illa de São Vicente esdevé el nou aeroport internacional de São Pedro (VXR).

## Aeroports
| ILLA        | CIUTAT       | OACI | IATA | NOM AEROPORT                             | Coordenades                                                 |
| ----------- | ------------ | ---- | ---- | ---------------------------------------- | ----------------------------------------------------------- |
| Boa Vista   | Rabil        | GVBA | BVC  | Aeroport Internacional Aristides Pereira | 16° 8′ 11.3″ N, 022° 53′ 19.7″ O / 16.136472°N,22.888806°O  |
| Brava       | Brava        | GVBR | BVR  | Aeroport d'Esperadinha (tancat)          | 14° 51′ 51.6″ N, 024° 44′ 45.5″ O / 14.864333°N,24.745972°O |
| Fogo        | São Filipe   | GVSF | SFL  | Aeròdrom de São Filipe                   | 14° 53′ 6.9″ N, 024° 28′ 48.7″ O / 14.885250°N,24.480194°O  |
| Maio        | Vila do Maio | GVMA | MMO  | Aeròdrom de Maio                         | 15° 9′ 21.7″ N, 023° 12′ 49.2″ O / 15.156028°N,23.213667°O  |
| Fogo        | São Filipe   | GVMT | MTI  | Aeroport de Mosteiros (tancat)           | 15° 2′ 42.4″ N, 024° 20′ 24.0″ O / 15.045111°N,24.340000°O  |
| Sal         | Espargos     | GVAC | SID  | Aeroport Internacional Amílcar Cabral    | 16° 44′ 31.6″ N, 022° 56′ 56.4″ O / 16.742111°N,22.949000°O |
| Santiago    | Praia        | GVNP | RAI  | Aeroport Internacional Nelson Mandela    | 14° 56′ 28.8″ N, 023° 29′ 5.1″ O / 14.941333°N,23.484750°O  |
| Santo Antão | Ponta do Sol | GVAN | NTO  | Aeròdrom Agostinho Neto (tancat)         | 17° 12′ 10.7″ N, 025° 5′ 26.8″ O / 17.202972°N,25.090778°O  |
| São Nicolau | Preguiça     | GVSN | SNE  | Aeròdrom de Preguiça                     | 16° 35′ 17.7″ N, 024° 17′ 2.6″ O / 16.588250°N,24.284056°O  |
| São Vicente | São Pedro    | GVSV | VXE  | Aeroport Internacional Cesária Évora     | 16° 49′ 59.7″ N, 025° 3′ 19.7″ O / 16.833250°N,25.055472°O  |